# Bulinus umbilicatus
Bulinus umbilicatus е вид коремоного от семейство Planorbidae. Видът не е застрашен от изчезване.

## Разпространение
Разпространен е в Мали, Нигер, Сенегал, Чад и Южен Судан.